# Георгиевское благочиние
Георгиевское благочиние — благочиние Московской епархии Русской православной церкви, объединяющее храмы в районах Кунцево, Крылатское, Филёвский парк, Дорогомилово, Фили-Давыдково, Можайский Западного административного округа Москвы. Входит в состав Западного викариатства. Выделено в 2012 году из Михайловского благочиния.
Благочинный — протоиерей Серафим Недосекин, настоятель храма Георгия Победоносца на Поклонной горе.
На июль 2012 года благочиние включает 21 храм.

## Храмы благочиния

### Действующие
| Название                                                                                      | Период возведения | Краткое описание | Изображение | Адрес                                                         | Ссылки                       |
| Храм Георгия Победоносца на Поклонной горе                                                    | 1994—1995         | Храм находится на Поклонной горе, на территории мемориального комплекса «Парка Победы». Патриаршее подворье. |             | Площадь Победы, 3Б 55°43′56″ с. ш. 37°30′43″ в. д.            | Официальный сайт             |
| Храм-часовня Архангела Михаила при Кутузовской избе                                           | 1910—1912         | Мемориальный храм-часовня, часть музея Отечественной войны 1812 года. Приписана храму Георгия Победоносца на Поклонной горе. Патриаршее подворье. |             | Кутузовский проспект, 3 55°44′23″ с. ш. 37°31′25″ в. д.       | Официальный сайт             |
| Храм Серафима Саровского в Филёвской пойме                                                    | 2003—2004         | Временный деревянный храм при строящемся храме Всех Святых в Филёвской пойме |             | Филёвский бульвар, 44-46 55°45′48″ с. ш. 37°28′39″ в. д.      | Официальный сайт             |
| Храм Покрова Пресвятой Богородицы в Филях                                                     | 1690—1694         | Шедевр раннего московского барокко (нарышкинский стиль), относится к распространённому в конце XVII века типу ярусных центрических церквей. Объект культурного наследия № 7710526000                                                                    |             | Новозаводская улица, 6 55°45′03″ с. ш. 37°30′36″ в. д.        | Официальный сайт             |
| Храм Святого Спиридона Тримифунтского в Фили-Давыдково                                        | 2013              | Деревянная постройка каркасной конструкции. Одноглавый храм, апсида и западный притвор под двускатными крышами. |             | Улица Олеко Дундича, 2 55°44′36″ с. ш. 37°29′42″ в. д.        | Официальный сайт             |
| Храм Смоленской иконы Божией Матери в Фили-Давыдково                                          | 2014              | Временный деревянный храм на месте будущего каменного. |             | Давыдковская улица, 12 55°43′15″ с. ш. 37°28′05″ в. д.        | Официальный сайт             |
| Храм Георгия Победоносца при МЧС РФ                                                           | 1998              | Храм построен в память погибших воинов МЧС на добровольные пожертвования, расположен на территории ЦРЦ МЧС РФ. Приписан храму Смоленской иконы Божией Матери в Фили-Давыдково.                                                                          |             | Давыдковская улица, 7А 55°45′35″ с. ш. 37°28′54″ в. д.        | Официальный сайт             |
| Храм иконы Божией Матери «Знамение» в Кунцеве                                                 | 1911-1913         | Церковь при усадьбе Нарышкиных. Построена на месте храма XVIII века. |             | Большая Филёвская улица, 65 55°44′15″ с. ш. 37°27′45″ в. д.   | Официальный сайт             |
| Храм Спаса Нерукотворного Образа на Сетуни                                                    | 1674—1676         | Храм находится на берегу реки Сетуни, при Кунцевском кладбище. |             | Рябиновая улица, 18 55°42′35″ с. ш. 37°25′10″ в. д.           | Официальный сайт             |
| Храм Святителя Иова Патриарха Московского и всея Руси                                         | 2012—2014         | Патриаршее подворье Свято-Успенского Старицкого монастыря. |             | Можайское шоссе, 54 55°42′59″ с. ш. 37°23′54″ в. д.           | Официальный сайт             |
| Храм Святителей Московских                                                                    | 2012              | Временный деревянный храм при храме Святителя Иова Патриарха Московского и всея Руси. |             | Можайское шоссе, 54 55°42′57″ с. ш. 37°23′59″ в. д.           | Официальный сайт             |
| Храм Серафима Саровского в Кунцеве                                                            | 1997              | Храм-часовня на месте бывшей Серафимовской женской обители (Кунцевского монастыря). Рядом находятся остатки исторической церкви начала XX века. |             | Улица Багрицкого, 10, корп. 3 55°43′23″ с. ш. 37°26′01″ в. д. | Официальный сайт             |
| Храм святого праведного Иоанна Русского в Кунцеве                                             | 2003—2004         | Первый в России малый деревянный храм, освященный в честь святого праведного Иоанна Русского. Спроектирован в характерной для древнерусских деревянных церквей архитектурной форме «кораблеца», символизирующей Церковь как прибежище в житейском море. |             | Ярцевская улица, вл. 1-А 55°44′04″ с. ш. 37°24′22″ в. д.      | Официальный сайт             |
| Храм Святой Праведной Евфросинии Полоцкой                                                     | 2014              | Деревянный храм. |             | Улица Полоцкая, около дома 16 55°44′03″ с. ш. 37°25′33″ в. д. | Официальный сайт             |
| Храм святой преподобномученницы Елисаветы на Рублёвском кладбище                              | 2003—2007         | Храм при Рублёвском кладбище, приписан храму иконы Божией Матери «Неувядаемый Цвет» в Рублёво |             | Рублевское шоссе, 2-й км 55°46′22″ с. ш. 37°20′51″ в. д.      | Официальный сайт             |
| Храм Рождества Пресвятой Богородицы в Крылатском                                              | 1862-1877         | Храм расположен в районе Крылатское, в ландшафтном парке Крылатские холмы, недалеко от правого берега Москва-реки. |             | Улица Крылатские Холмы 55°45′20″ с. ш. 37°25′32″ в. д.        | Официальный сайт             |
| Храм Преподобного Алексия человека Божия в Крылатском                                         | 2012—2013         | Малая деревянная церковь — восьмигранная в плане одноглавая постройка с боковыми притворами и алтарём. |             | Рублёвское шоссе, 54 55°45′22″ с. ш. 37°24′06″ в. д.          | Официальный сайт             |
| Храм архангела Михаила в Екатериновке                                                         | 1997              | Церковь при 147-й автобазе Генерального Штаба МО РФ (в Екатериновке). Приписана храму Преподобного Алексия человека Божия в Крылатском |             | Рублёвское шоссе, 68, корп. 2 55°46′11″ с. ш. 37°22′45″ в. д. | Страница на сайте благочиния |
| Храм Святой княгини Елисаветы в Российском Кардиологическом Научно-производственном Комплексе | 2005              | Домовая церковь в ФГБУ РКНПК. Приписана храму Преподобного Алексия человека Божия в Крылатском |             | Улица Академика Чазова, 15А 55°45′39″ с. ш. 37°22′42″ в. д.   | Страница на сайте благочиния |

### Строящиеся
| Название                                                 | Начало строительства | Краткое описание                                                                                                   | Изображение | Адрес                                                          | Ссылки           |
| Храм Всех Святых на Филёвской пойме                      | 2007                 | Кирпичная шатровая церковь в классическом русском стиле.                                                           |             | Филёвский бульвар, около д. 18 55°45′47″ с. ш. 37°28′41″ в. д. | Официальный сайт |
| Храм иконы Божией Матери «Неувядаемый Цвет» в Рублёво    | 2008                 | Каменный приходской храм. Проект разработал архитектор Николай Борисович Васнецов - потомок знаменитого художника. |             | Улица Василия Ботылёва, д. 45 55°47′28″ с. ш. 37°21′15″ в. д.  | Официальный сайт |
| Храм Святого Ермогена, Патриарха Московского и всея Руси | 2012                 | Каменный приходской храм. Инвестором строительства выступает АФК "Система".                                        |             | Улица Осенняя, д. 33 55°46′11″ с. ш. 37°24′19″ в. д.           | Официальный сайт |

### Домовые храмы и часовни, находящиеся на территории Георгиевского благочиния, но имеющие другое подчинение
- Домовый храм при Киевском вокзале в честь Почаевской иконы Божией Матери (Издательский отдел РПЦ)
- Домовый храм в честь Казанской иконы Божией Матери в ДДИ — 15 (приписной к храму св. блгв. Царевича Димитрия 1-я Градская больница)
- Храм прп. Сергия Радонежского при нём Часовня Воскресения Христова (при морге) при ФГУ ЦКБ (приписные к Троице-Сергиевой Лавре)
- Домовый храм свт. Луки, архиеп. Симферопольского и Крымского при Научном Центре сердечно-сосудистой хирургии им. А. Н. Бакулева (приписной к храму св. блгв. Царевича Димитрия 1-я Градская больница)
- Часовня Владимирской иконы Божией Матери на Рублёвском шоссе — находится на частной территории, статус не определён.